# Herrarnas street i skateboard vid olympiska sommarspelen 2024
Herrarnas street i skateboard vid olympiska sommarspelen 2024 hölls den 29 juli 2024 på Place de la Concorde i Paris i Frankrike.

## Tävlingsformat
I första omgången gjorde de 22 deltagande skateboardåkarna två åk på 45 sekunder vardera samt fem omgångar med tricks. Endast det bästa resultatet från åken på 45 sekunder samt de två bästa resultaten i omgången med tricks räknades i slutresultatet. De åtta högst rankade skateboardåkarna kvalificerade sig för finalen.

## Resultat

### Semifinaler
| Placering | Heat | Skateboardåkare     | Nation     | Åk    | Åk    | Trick | Trick | Trick | Trick | Trick | Totalt |
| Placering | Heat | Skateboardåkare     | Nation     | 1     | 2     | 1     | 2     | 3     | 4     | 5     | Totalt |
| --------- | ---- | ------------------- | ---------- | ----- | ----- | ----- | ----- | ----- | ----- | ----- | ------ |
| 1         | 2    | Jagger Eaton        | USA        | 57,88 | 88,37 | 0,00  | 0,00  | 92,65 | 93,86 | 0,00  | 274,88 |
| 2         | 4    | Nyjah Huston        | USA        | 17,89 | 90,18 | 90,31 | 0,00  | 92,17 | 0,00  | 0,00  | 272,66 |
| 3         | 2    | Sora Shirai         | Japan      | 61,63 | 86,71 | 93,57 | 0,00  | 0,00  | 90,14 | 0,00  | 270,42 |
| 4         | 3    | Yuto Horigome       | Japan      | 89,72 | 34,75 | 93,08 | TNS   | 0,00  | 87,38 | 0,00  | 270,18 |
| 5         | 1    | Matias Dell Olio    | Argentina  | 88,53 | 0,76  | 0,00  | 88,32 | 0,00  | 89,43 | 0,00  | 266,28 |
| 6         | 1    | Kelvin Hoefler      | Brasilien  | 86,48 | 90,41 | 0,00  | 73,98 | 85,53 | 0,00  | 89,30 | 265,24 |
| 7         | 4    | Cordano Russell     | Kanada     | 69,00 | 86,99 | 85,38 | 91,50 | 0,00  | 0,00  | 0,00  | 263,87 |
| 8         | 4    | Richard Tury        | Slovakien  | 87,84 | 53,37 | 78,84 | 0,00  | 0,00  | 0,00  | 91,31 | 257,99 |
| 9         | 2    | Vincent Milou       | Frankrike  | 62,29 | 71,49 | 87,20 | 0,00  | 94,09 | 0,00  | 0,00  | 252,78 |
| 10        | 1    | Mauro Iglesias      | Argentina  | 8,73  | 79,50 | 0,00  | 90,12 | 0,00  | 0,00  | 79,47 | 249,09 |
| 11        | 1    | Matt Berger         | Kanada     | 44,53 | 51,99 | 0,00  | 0,00  | 0,00  | 88,50 | 89,95 | 230,44 |
| 12        | 2    | Brandon Valjalo     | Sydafrika  | 31,25 | 33,50 | 0,00  | 81,61 | 82,06 | 0,00  | 0,00  | 197,17 |
| 13        | 3    | Giovanni Vianna     | Brasilien  | 85,67 | 44,03 | 0,00  | 0,00  | 92,85 | TNS   | 0,00  | 178,52 |
| 14        | 4    | Ginwoo Onodera      | Japan      | 49,50 | 83,51 | 0,00  | 0,00  | 93,57 | 0,00  | 0,00  | 177,08 |
| 15        | 3    | Felipe Gustavo      | Brasilien  | 26,29 | 64,67 | 93,22 | 0,00  | 0,00  | 0,00  | 0,00  | 157,89 |
| 16        | 2    | Aurélien Giraud     | Frankrike  | 44,26 | 55,64 | 0,00  | 0,00  | 0,00  | 88,07 | 0,00  | 143,71 |
| 17        | 3    | Gustavo Ribeiro     | Portugal   | 48,31 | 33,37 | 0,00  | 93,83 | 0,00  | 0,00  | 0,00  | 142,14 |
| 18        | 3    | Ryan Decenzo        | Kanada     | 18,06 | 25,84 | 0,00  | 0,00  | 90,85 | 0,00  | 0,00  | 116,69 |
| 19        | 1    | Shane O'Neill       | Australien | 13,41 | 16,50 | 0,00  | 0,00  | 0,00  | 91,00 | 0,00  | 107,50 |
| 20        | 4    | Joseph Garbaccio    | Frankrike  | 39,72 | 72,57 | 0,00  | 0,00  | 0,00  | 0,00  | 0,00  | 72,57  |
| 21        | 2    | Chris Joslin        | USA        | 50,84 | 31,50 | 0,00  | 0,00  | 0,00  | 0,00  | 0,00  | 50,84  |
| 22        | 1    | Jhancarlos González | Colombia   | 47,64 | 48,09 | 0,00  | 0,00  | 0,00  | 0,00  | 0,00  | 48,09  |

### Final
| Placering | Skateboardåkare  | Nation    | Åk    | Åk    | Trick | Trick | Trick | Trick | Trick | Totalt |
| Placering | Skateboardåkare  | Nation    | 1     | 2     | 1     | 2     | 3     | 4     | 5     | Totalt |
| --------- | ---------------- | --------- | ----- | ----- | ----- | ----- | ----- | ----- | ----- | ------ |
| 1         | Yuto Horigome    | Japan     | 89,90 | 68,54 | 94,16 | 0,00  | 0,00  | 0,00  | 97,08 | 281,14 |
| 2         | Jagger Eaton     | USA       | 61,77 | 91,92 | 92,80 | 93,87 | 0,00  | 95,25 | 0,00  | 281,04 |
| 3         | Nyjah Huston     | USA       | 87,06 | 93,37 | 92,79 | 93,22 | 0,00  | 0,00  | 0,00  | 279,38 |
| 4         | Sora Shirai      | Japan     | 90,11 | 39,34 | 93,80 | 0,00  | 0,00  | 94,21 | 0,00  | 278,12 |
| 5         | Richard Tury     | Slovakien | 87,85 | 89,31 | 92,09 | 0,00  | 0,00  | 92,58 | 0,00  | 273,98 |
| 6         | Kelvin Hoefler   | Brasilien | 87,25 | 38,74 | 90,14 | 0,00  | 92,88 | 0,00  | 0,00  | 270,27 |
| 7         | Cordano Russell  | Kanada    | 19,06 | 23,55 | 0,00  | 92,88 | 93,32 | 94,93 | 0,00  | 211,80 |
| 8         | Matias Dell Olio | Argentina | 69,14 | 69,86 | 0,00  | 0,00  | 0,00  | 0,00  | 84,12 | 153,98 |